# Ospedale Ascalesi
Il Presidio Ospedaliero Cardinale Ascalesi è una struttura sanitaria situata nel quartiere Forcella di Napoli, a pochi passi dal Corso Umberto I e dalla Stazione Centrale. L'ospedale è parte integrante dell'Istituto nazionale per lo studio e la cura dei tumori - fondazione Giovanni Pascale.

## Storia

### Origini monastiche
L'attuale complesso ospedaliero sorge dove un tempo si trovava un antico monastero, parte di un insieme più ampio che includeva anche la Chiesa di Santa Maria Egiziaca all'Olmo. Questo complesso fu fatto costruire dalla regina Sancha d'Aragona, moglie di Roberto d'Angiò, verso la metà del XIV secolo. Il monastero nacque per ampliare l'accoglienza del complesso della Maddalena, anch'esso voluto dalla sovrana per ospitare prostitute pentite. La dedica a Santa Maria Egiziaca deriva dal fatto che la santa aveva vissuto da eremita in Egitto dopo una vita di elemosina e prostituzione.
Il monastero ospitò monache agostiniane per diversi secoli. Durante questo periodo, un piccolo gruppo di religiose si distaccò per fondare il monastero di Santa Maria Egiziaca a Pizzofalcone, inizialmente chiamato "delle Riformate". La separazione sembra sia stata motivata da contrasti riguardanti l'eccessiva ricchezza delle agostiniane di Forcella, che avevano iniziato ad accogliere anche donne della borghesia partenopea con le loro doti.
All'inizio del XIX secolo, con la soppressione degli ordini religiosi, incluso quello delle agostiniane, le monache fecero ritorno al complesso di Forcella. Durante il periodo del Risanamento di Napoli, la chiesa conservò l'antico ingresso e ottenne una facciata laterale, parallela alla nuova strada, mentre in precedenza affacciava sulla piazza dell'Olmo.

### Trasformazione in ospedale
La trasformazione dell'antico complesso monastico in struttura sanitaria avvenne negli anni Venti del XX secolo, quando il Comune di Napoli, entrato in possesso dell'edificio a seguito della soppressione degli enti ecclesiastici, lo concesse in uso al "Regio ospizio dei Santissimi Pietro e Gennaro extra moenia" per la creazione di un ospedale per malati cronici, specializzato principalmente nella cura della tigna, una malattia parassitaria della pelle.
La struttura ospedaliera fu completata negli anni Trenta e, in un caso raro di intitolazione a persona ancora vivente, fu dedicata al cardinale Alessio Ascalesi, arcivescovo di Napoli dal 1924, in riconoscimento del sostegno offerto durante la costruzione dell'ospedale e per il suo noto impegno civile.

## Struttura e reparti
L'ospedale svolge un ruolo fondamentale nella rete oncologica campana (R.O.C.), fungendo da punto di riferimento per i pazienti che necessitano di un primo trattamento oncologico. Questi vengono segnalati ai diversi Gruppi Oncologici Multidisciplinari per avviare in tempi brevi il miglior percorso diagnostico-terapeutico.
Di seguito sono riportati i reparti:
- Poliambulatorio
  - U.O.C. Oncologia Clinica Sperimentale Uro-Ginecologica
  - U.O.C. Urologia Oncologica
  - U.O.C. Ginecologia Oncologica
  - U.O.C. Chirurgia Oncologica della Tiroide
  - U.O.C. Oncologia Clinica Sperimentale Addome
  - U.O.C. Chirurgia Maxillo-Facciale e ORL
  - U.O.C. Oncologia Clinica Sperimentale di Senologia
  - U.O.C. Chirurgia Oncologica di Senologia
  - U.O.C. Chirurgia Toracica
  - U.O.C. Medicina Nucleare e Terapia Metabolica
  - U.O.C. Oncologia Clinica Sperimentale Toraco-Polmonare
  - U.O.C. Ematologia Oncologica
  - U.O.C. Oncologia Clinica Sperimentale Melanoma, Immunoterapia e Terapie Innovative
  - U.O.C. Chirurgia Oncologica Melanoma e dei Tessuti Molli
  - U.O.C. Ortopedia Oncologica
  - U.O.C. Oncologia Medica Sarcomi, Ossa e Parti Molli
  - U.O.S.D. Dietologia e Nutrizione Artificiale
  - U.O.S.D. Psiconcologia Clinica
  - U.O.S.D. Terapie Innovative nelle Metastasi Addominali
  - Ambulatori Nevi e Melanomi
  - Logopedia
  - Medicazioni Picc

- Ospedale
- U.O.C. Anestesia e rianimazione
- U.O.C. Radioterapia
- U.O.C. Medicina riabilitativa
- U.O.C. Cardiologia
- U.O.S.D. Dietologia e nutrizione artificiale
- U.O.S.D. Psicologia clinica

## Collegamenti
L'ospedale Ascalesi è raggiungibile tramite:
- Metropolitana di Napoli
  -  Duomo
  -  Garibaldi
- Linee ferroviarie
  - Linea 2 - Stazione di Napoli Garibaldi
  - Circumvesuviana - Stazione di Napoli Piazza Garibaldi
  - Stazione di Napoli Centrale
- Linee autobus
  - R2 Parcheggio Brin - Piazza Trieste e Trento
  - 460 Parcheggio Brin - Colonne Signorelli Metronordest
  - N1 Parcheggio Brin - Piazzale Tecchio
  - N3 Parcheggio Brin - Quattro Giornate Stadio Collana
- Rete filoviaria di Napoli
  - 202 Piazza Giambattista Vico - Via Medina